# Ado Kyrou
Ado Kyrou, nom artístic d'Adonis A. Kyrou, és un escriptor i director de cinema francès d'origen grec, nascut el 18 d'octubre de 1923 a Atenes (Grècia) i mort el 4 de novembre de 1985 a París. És net d'Adonis Kyrou, propietari del diari nacional grec Estía.

## Biografia
Ado Kyrou va estudiar dret a Atenes, abans d'implicar-se activament en la Resistència grega. Durant la guerra civil, va ser ferit i va marxar de Grècia per establir-se a París el 1946 com a refugiat polític i per estudiar literatura a la Sorbona. Va conèixer André Breton, va freqüentar el grup surrealista i va col·laborar a la revista Le Surréalisme même. El 1950, va crear amb Robert Benayoun, Gérard Legrand i Georges Goldfayn, la revista L'Âge du cinéma, després va escriure, a partir de 1952, a la revista de cinema Positif.
Escriptor de cinema, va escriure Le Surréalisme au cinéma (1953) i Amour-érotisme et cinéma (1958), Ado Kyrou va fer diversos curtmetratges a partir de 1957, abans de rodar dos llargmetratges, Bloko el 1965 i Le Moine el 1972.

## Publicacions
- Le Surréalisme au cinéma, Arcanes, Paris, 1953 (reedició Ramsay, 1985/2005 amb un prefaci del seu fill Ariel Kyrou).
- Amour-érotisme et cinéma, Éric Losfeld, Paris, 1958
- Manuel du parfait petit spectateur, dessins de Siné, Le Terrain Vague, Paris, 1959
- Luis Buñuel, Seghers, Paris, 1962
- Un honnête homme, Le Terrain Vague, Paris, 1964
- Revue Positif N° 61-62-63, juin-août 1964:  Numéro spécial érotisme. Contributions : Ado Kyrou, Nelly Kaplan, G. Legrand, R. Borde
- L'Âge d'or de la carte postale, Balland, Paris, 1966
- Immalie et l'homme en noir, Éric Losfeld, Paris, 1971

## Filmografia
Curtmetratge
- 1957 : La Déroute
- 1958 : Porte océane
- 1958 : Le Palais idéal, sur le Palais idéal de Ferdinand Cheval
- 1959 : Le Havre
- 1959 : Parfois le dimanche (coréalisateur : Raoul Sangla)
- 1960 : La Chevelure
- 1962 : Combat de coqs, de Louis Seguin (supervisor de direcció)
- 1962 : Une mauvaise nuit, de Louis Seguin (supervisor de direcció)
- 1962 : Le Temps des assassins
- 1962 : La Paix et la Vie
- 1963 : Les Immortelles
- 1964 : Un honnête homme

Llargmetratges
- 1965 : Bloko
- 1972 : Le Moine

Sèries de televisió
- 1969 : Allô police, episodi Au diable la malice
- 1969 : Sial IV, sèrie suïssa de ciència-ficció,[4] amb Henri Gilabert, Marcel Dalio, Claude Cerval
- 1971 : Face aux Lancaster, sèrie de televisió